# سیل‌بند سوکور
سیل‌بند سوکور (به انگلیسی: Sukkur Barrage) یک سد رودخانه‌ای در پاکستان است.